# Trail (British Columbia)
Trail ist eine Stadt in der Region West Kootenay in der kanadischen Provinz British Columbia. Sie liegt zu beiden Seiten des Columbia River nahe der Grenze zu den USA und erstreckt sich auf einer Fläche von 34,93 km². Westlich des Ortes erheben sich die Monashee Mountains, östlich die Selkirk Mountains.

## Geschichte
1890 entdeckten Joe Moris und Joe Bourgeois Gold und Kupfer an den Red Mountain. Ihre vier Claims bildeten die Grundlage für eines der größten Minenunternehmen Amerikas. Gleichzeitig erwarben Eugene Sayre Topping und Frank Hanna den fünften und letzten Claim und damit ein Gebiet von 343 Acre an der Mündung des Trail Creek in den Columbia. Dort legten sie eine Stadt an. Die Zahl der Beschäftigten in den Rossland Mines wuchs schnell und 1895 wurden die Lots, in die solche Städte üblicherweise eingeteilt wurden, bereits verkauft.
Am 14. Juni 1901 wurde die Siedlung zur Stadt erhoben (incorporated als City) und erhielt damit die Zuerkennung der kommunalen Selbstverwaltung.
Topping verkaufte Land für eine Erzschmelze an F.A. Heinze aus Butte in Montana. Diese verkaufte Heinze an die Canadian Pacific Railway, die die Produktion auf Blei ausdehnte. 1908 wurden die vier Minen zur Consolidated Mining and Smelting Company of Canada Limited verschmolzen. Sie erwarb 1910 die Sullivan Mine in Kimberley. 1912 entstand eine Ziegelfabrik und eine Brücke über den Columbia. Heinze starb 1914 jedoch völlig verarmt in New York. Der leitende Direktor verließ die Stadt, die Mine konzentrierte sich nur noch auf Blei und Zink. Mittels eines neuen elektrolytischen Verfahrens konnte die Metallgewinnung beschleunigt werden.
1917 kam es zu einem 36-tägigen Streik, 1918 wurde die Stadt von der Spanischen Grippe schwer getroffen. Dennoch profitierte die Mine von dem gewaltigen Kriegsbedarf. Erst ab den 30er Jahren versuchte man der Umweltverschmutzung Herr zu werden, indem etwa die Schwefeldioxidemissionen reduziert wurden.
Die Weltwirtschaftskrise führte, wie an vielen Orten, zu Beschäftigungsmaßnahmen, wie etwa dem Ausbau des Esplanade River Wall oder der Straße nach Castlegar.
Während des Zweiten Weltkrieges war das Unternehmen The Consolidated Mining and Smelting Company of Canada mit seinen Anlagen in Trail, durch die Produktion von Schwerem Wasser, in das Manhattan-Projekt zum Bau einer Atombombe eingebunden.
Nach dem Zweiten Weltkrieg dehnte sich die Stadt aus und es entstanden Ortsteile wie Sunningdale, Glenmerry, Shavers Bench, Warfield, Montrose und Fruitvale. Trail wurde zur viertgrößten Stadt in British Columbia, die Mine die größte Zink-Blei-Mine der Welt. Sie gehört heute Teck Cominco.

## Bevölkerung
Hatte die Stadt 1996 noch 7.874 Einwohner, so zählte man 2001 nur noch 7.575, 2006 fiel die Einwohnerzahl weiter auf 7.237.
Der Zensus im Jahre 2011 ergab für die Stadt dann eine Bevölkerungszahl von 7.681 Einwohnern. Die Bevölkerung der Stadt hatte dabei im Vergleich zum Zensus von 2006 um 6,1 % zugenommen, während die Bevölkerung in der gesamten Provinz British Columbia gleichzeitig um 7,0 % anwuchs.
Von den 7.320 Einwohnern des Jahres 2001 wiesen 1.385 italienische Vorfahren auf, welche sich vor allem im Ortsteil The Gulch angesiedelt haben. Der Anteil der Ureinwohner lag bei 290 oder rund 4 %. Europäische Vorfahren insgesamt nannten 91 %, hinzu kamen 120 Chinesen (2 %) und 100 Südostasiaten.

## Klima
Die Region um Trail ist im Sommer recht heiß und die Temperaturen steigen häufig über 35 °C. Dieser Hitze, die meist von Süden kommt, folgen häufig schwere Gewitter. Hingegen sind die Winter relativ mild, der Schneefall gering. Steigungsregen erhalten die Monashee Mountains mit den Winden vom Pazifik, die die erste Gebirgskette östlich der Küstenkette darstellen.

## Wirtschaft
Das Durchschnittseinkommen (Median Income) der Einwohner lag im Jahr 2005 bei 24.555 C$ und damit etwas nur minimal unter dem Durchschnittseinkommen der gesamten Provinz British Columbia von 24.867 C$.
Teck Resources ist der größte Arbeitgeber der Stadt. Das Rohstoffunternehmen mit dem Schwerpunkt Zink und Blei beschäftigt rund 1.800 Mitarbeiter. Ein weiterer bedeutender Arbeitgeber ist das größte Krankenhaus in der Region.

## Verkehr
Die Gemeinde liegt an der Kreuzung zweier Highways. Von Norden kommend passiert der Highway 22 die Stadt. In Rossland vereinigt er sich mit dem aus dem Osten kommenden Highway 3B. Zusammen verlaufen diese beiden dann nach Westen, nach Rossland.
Etwa 11 Kilometer südöstlich der Gemeinde, bei Montrose, befindet sich der Regionalflughafen Trail (IATA-Code: YZZ, ICAO-Code: –, TC-LID: CAD4). Der Flugplatz hat nur eine asphaltierte Start- und Landebahn von 1.220 Meter Länge. Pacific Coastal Airlines bietet von hier einen täglichen Linienverkehr nach Vancouver.
Öffentlicher Personennahverkehr wird regional durch das „West Kootenay Transit System“ angeboten, welches unter anderem Verbindungen nach Castlegar sowie Nelson bietet und von BC Transit in Kooperation betrieben wird.

## Sport
Die Trail Smoke Eaters waren ein von 1926 bis 1987 existierender Eishockeyverein, welcher als kanadische Eishockeynationalmannschaft an den Eishockey-Weltmeisterschaften 1939, 1961 sowie 1963 teilgenommen und zwei Titelkämpfe gewonnen hat. Ein gleichnamiges Juniorenteam, welches in der British Columbia Junior Hockey League spielt, existiert bis heute.

## Sportler der Stadt
- Joe Haley (1913–1997), Hochspringer
- Louis Secco (1927–2008), Eishockeyspieler
- Pinoke McIntyre (1934–2019), Eishockeyspieler
- Butch Deadmarsh (* 1950), Eishockeyspieler
- Steve Tambellini (* 1958), Eishockeyspieler und -funktionär
- Ray Ferraro (* 1964), Eishockeyspieler
- Diane Haight (* 1964), Skirennläuferin
- Richard Kromm (* 1964), US-amerikanischer Eishockeyspieler
- Rhonda DeLong (* 1965), Skilangläuferin
- Kathleen Heddle (1965–2021), Ruderin
- Kerrin Lee-Gartner (* 1966), Skirennläuferin
- Dallas Drake (* 1969), Eishockeyspieler
- Melissa Soligo (* 1969), Curlerin
- Adam Deadmarsh (* 1975), Eishockeyspieler und -trainer
- Jason Bay (* 1978), Baseballspieler
- Shawn Horcoff (* 1978), Eishockeyspieler
- Barret Jackman (* 1981), Eishockeyspieler
- Steve McCarthy (* 1981), Eishockeyspieler und -trainer
- Trevor Johnson (* 1982), Eishockeyspieler
- Craig Cunningham (* 1990), Eishockeyspieler
- Landon Ferraro (* 1991), Eishockeyspieler
- Rémi Drolet (* 2000), Skilangläufer

## Belege
1. ↑  Statistics Canada: Population and dwelling counts, for Northwest Territories and census subdivisions (municipalities), 2016 and 2011 censuses, abgerufen am 7. Mai 2021
2. ↑  Dies und das Folgende nach: History of Trail, Trail Historical Society, 2004
3. ↑  Origin Notes and History. Trail. In: GeoBC. Abgerufen am 3. August 2012 (englisch).
4. ↑  Ron Verzuh: Canada's A-Bomb Secret. Canada's History Society, abgerufen am 18. Mai 2021.
Chris Waltham: An Early History of Heavy Water. (PDF, 208 kB) Department of Physics and Astronomy, University of British Columbia, abgerufen am 18. Mai 2021.
5. ↑  Trail Community Profile. Census 2011. In: Statistics Canada. 6. Juni 2012, abgerufen am 3. August 2012 (englisch).
6. ↑  Selected Ethnic Origins, for Census Subdivisions (Municipalities). Census 2001. In: Statistics Canada. Abgerufen am 3. August 2012 (englisch).
7. ↑  Trail Community Facts. In: BCStats. Abgerufen am 19. Oktober 2012 (englisch).
8. ↑  West Kootenay Transit System. BC Transit, abgerufen am 24. Januar 2023.